# Billabong XXL Global Big Wave Awards
Billabong XXL Global Big Wave Awards, também conhecido por Billabong XXL, XXL Big Wave Awards, ou simplesmente XXL Awards, é uma premiação de surfe, que é considerada o "Oscar das ondas gigantes".
O prêmio é considerado polêmico, pois alguns surfistas alegam que não se pode medir uma onda, nem julgá-la, já que nenhuma é igual.
Até 2015, apenas 3 brasileiros haviam ganho este prêmio: Carlos Burle, em 2002, e Danilo Couto, em 2011, e Maya Gabeira, vencedora por quatro vezes seguidas.

## Categorias
- Onda do ano
- Maior onda na remada
- Maior onda
- Maior tubo
- Melhor performance
- "Vaca do ano"